# Laudo del tribunal Hughes

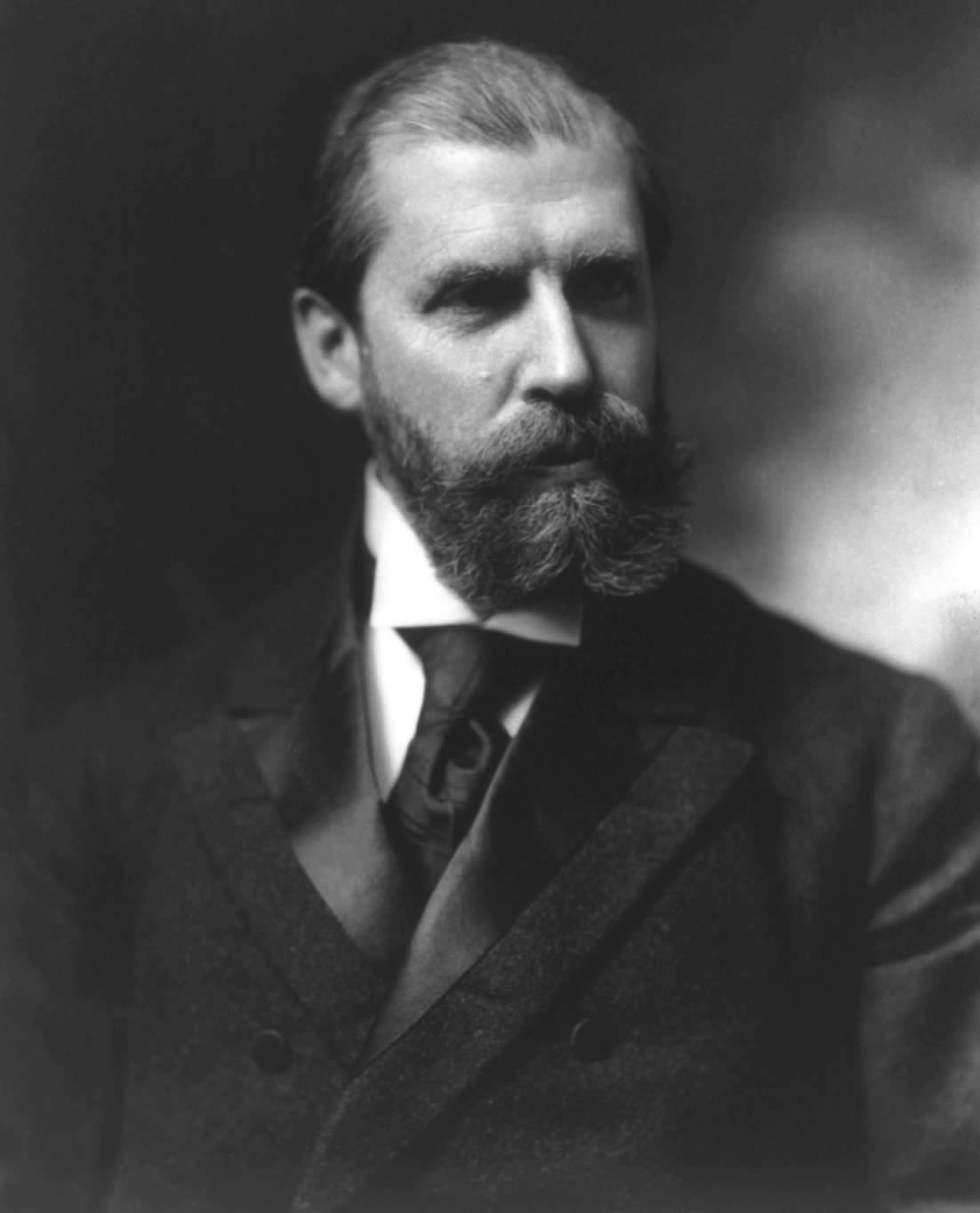
Charles Evans Hughes en 1908.

El llamado laudo del tribunal Hughes es una sentencia arbitral de un tribunal especial de límites que en 1933 dirimió el problema de fronteras entre Guatemala y Honduras.

## Historia
En 1928, debido a un diferendo limítrofe entre Guatemala y Honduras, el gobierno de los Estados Unidos propuso someter el caso al Tribunal Internacional Centroamericano, establecido por los tratados de Washington en 1923, la idea fue aceptada por Guatemala y rechazada por Honduras, que alegaba la no competencia del órgano para conocer del asunto.
En 1930, ambos países firmaron el tratado Salazar-Vásquez, mediante el cual acordaron constituir un tribunal especial para cuya conformación se seguiría el procedimiento establecido para conformar el Tribunal Internacional Centroamericano. Este tribunal especial decidiría, como primer punto, si el Tribunal Internacional Centroamericano era competente para conocer del caso, y en caso afirmativo se convertiría en Tribunal Internacional Centroamericano y fallaría el litigio limítrofe. En caso negativo conocería del asunto, pero como tribunal especial de límites.
Como miembros del tribunal especial fueron elegidos el jurista chileno Emilio Bello Codesido, el jurista costarricense Luis Castro Ureña y el presidente de la Corte Suprema de Justicia de los Estados Unidos Charles Evans Hughes, que fue elegido para presidirlo.
El tribunal especial decidió que el asunto no podía ser conocido por el Tribunal Internacional Centroamericano. Mediante el Laudo del tribunal Hughes lo falló como tribunal especial de límites, el 20 de enero de 1933, acogiendo casi en su totalidad las tesis guatemaltecas. Ambas partes aceptaron la sentencia sin objeciones.